# 朱庇特神庙 (斯普利特)
朱庇特神庙 (克罗地亚语: Jupiterov hram)是克罗地亚斯普利特的一个神庙，供奉古罗马主神朱庇特。它位于戴克里先宫的西部，靠近该帝国建筑群的中央广场列柱中庭。它建于295-305年，兴建戴克里先宫期间，可能在6世纪改为圣若翰洗者洗礼堂，同时建造供奉聖多默的地下聖堂。神庙入口前是 戴克里先皇帝从埃及带来的十二个斯芬克斯之一。苏格兰建筑师罗伯特·亚当认为该神庙是欧洲最美的古迹之一。